# Suza (Hormozgan)
Suza (perski: سوزا) – miasto w południowym Iranie, w ostanie Hormozgan, na wyspie Keszm. W 2006 roku miasto liczyło 4480 mieszkańców w 878 rodzinach.